# Nesophrosyne koleae
Nesophrosyne koleae är en insektsart som beskrevs av George Willis Kirkaldy 1910. Nesophrosyne koleae ingår i släktet Nesophrosyne och familjen dvärgstritar. Inga underarter finns listade i Catalogue of Life.